# 神田順治
神田 順治（かんだ じゅんじ、1915年3月29日 - 2005年8月13日）は、元日本野球規則委員会委員長、東京大学運動会硬式野球部監督、東京大学教養学部教授。

## 来歴
1915年（大正4年）、東京・本郷に生まれる。第二東京市立中学校（現東京都立上野高等学校）、第八高等学校を経て、東京帝国大学文学部卒業。
東京大学運動会硬式野球部監督、同大教養学部教授を経て、プロ野球コミッショナー参与、朝日新聞社運動部嘱託、清和女子短期大学教授などを歴任。1989年、勲四等旭日小綬章を受章。2005年（平成17年）8月13日、心筋梗塞のため死去、90歳没。野球に関する編著書多数。

## 主著
- 『野球ハンドブック』1949・東京大学学生文化指導会
- 『軟式野球』1953・杏林書院
- 『大学の体育』1955・国土社
- 『野球 硬式』1960・不昧堂
- 『野球の魅力』1965・日本経済新聞社
- 『野球』1971・不昧堂出版
- 『野球場』1971・第一法規
- 『目で見る野球入門』1975・永岡書店
- 『野球にはあらゆることがあてはまる』1977・ベースボールマガジン社
- 『野球殿堂物語』1978・恒文社（『増補新版』1981、『1984年度版』1984、『新版』1989、『'92年度版』1992）
- 『高校野球の青春』1984・岩波書店
- 『子規とベースボール』1992・ベースボールマガジン社
- 『フェア精神が野球を楽しくする』1999・新日本出版社